# Percy Barnevik

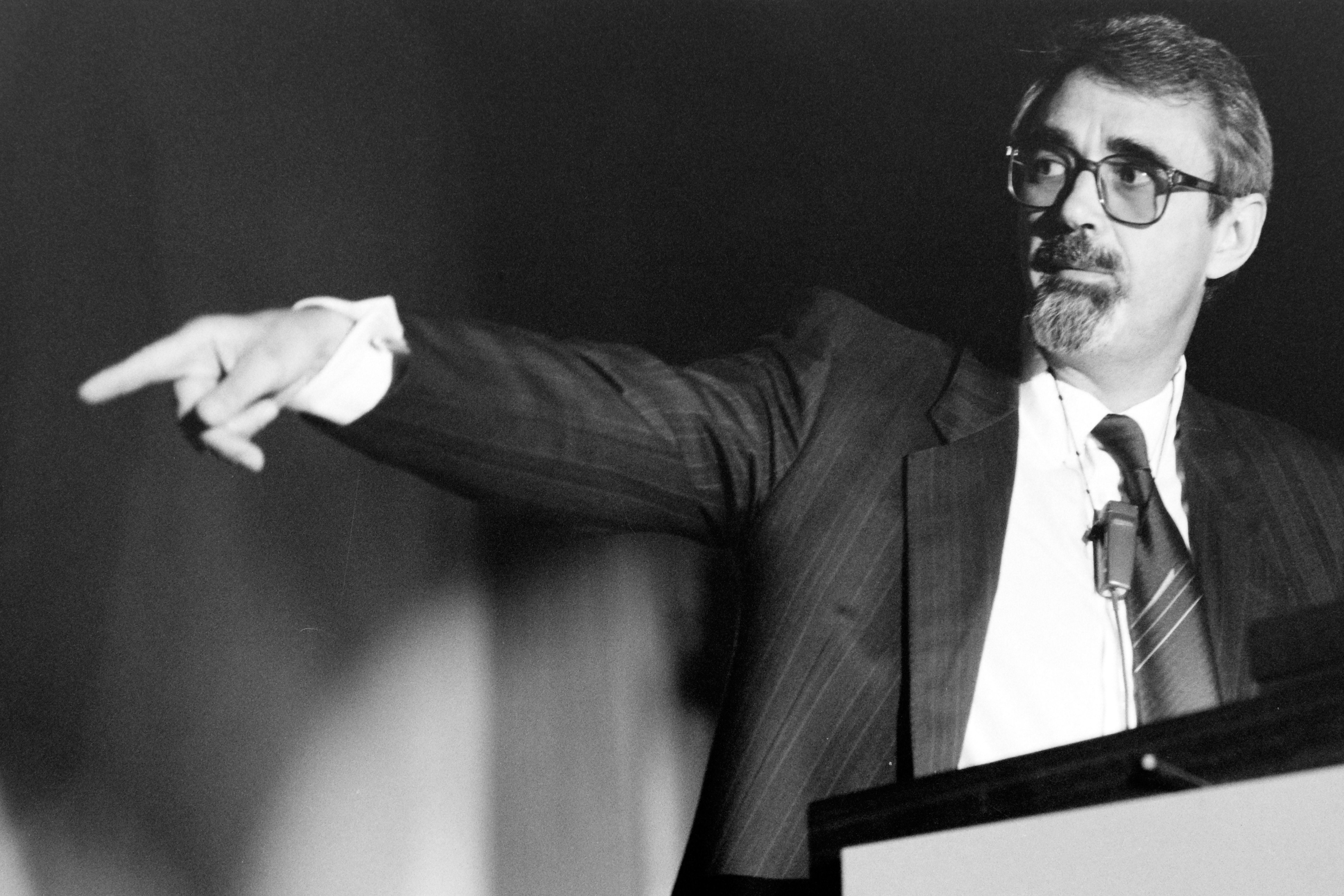
Percy Barnevik (1989)

Percy Nils Barnevik (* 13. Februar 1941 in Simrishamn; † 18. Juli 2025) war ein schwedischer Manager. Er war von 1988 bis 2002 Vorstand und später Verwaltungsratspräsident des Schweizer Energie- und Automatisierungstechnik-Konzerns Asea Brown Boveri (ABB) und stand im Jahr 2003 im Zentrum eines Abfindungsskandals.

## Leben
Barnevik wurde als jüngstes von drei Kindern im südschwedischen Simrishamn geboren und wuchs in Uddevalla nördlich von Göteborg auf, wo seine Eltern eine kleine Druckerei betrieben. Er studierte an der Universität Göteborg sowie an der Stanford Graduate School of Business und erhielt sieben Ehrendoktorwürden in Schweden, Finnland und den USA, einschließlich der Universität Linköping (1989) sowie der Universität Göteborg (1992). Barnevik wurde 1993 Preisträger der IEEE Ernst Weber Managerial Leadership Recognition für herausragende Managementleistungen. Ab Ende der 1990er Jahre lebte er in London. Seine letzten Lebensjahre verbrachte er bei einem seiner Söhne in Bromma, Stockholm. Er starb im Alter von 84 Jahren an den Folgen eines Schlaganfalls.

## Karriere
1975 stieg Barnevik zum CEO der Stahlsparte von Sandvik American auf. In den nächsten vier Jahren verdreifachte das Unternehmen den Gewinn auf 250 Mio. $. Während seiner Tätigkeit in den USA gingen Sandvik, wie auch General Electric und U.S. Steel zu ihm auf Distanz.
1979 wechselte er zu ASEA, einem führenden schwedischen Industrieunternehmen in Västerås. 1987 beschloss er mit seinem Schweizer Konkurrenten, der Brown, Boveri & Cie., die erste grenzüberschreitende Großfusion in Europa. Er war CEO der ASEA von 1980–1987, der Asea Brown Boveri von 1988–1996, von Sandvik von 1983–2002, von Skanska von 1992–1997, von Investor AB, einem Unternehmen der Wallenberg-Gruppe, 1997–2002, von AstraZeneca von 1994–2004 sowie bei ABB von 1996–2002. Er war Direktoriumsmitglied bei DuPont, USA, von 1992–1998 sowie – als erster Nichtamerikaner – bei General Motors, USA, von 1996–2009, und er war Mitglied der Bilderberg-Konferenz von 1992–2001.
Bei ABB führte er die Matrixorganisation ein, was zunächst als bedeutende Managementinnovation angesehen wurde. Später wurde diese Organisationsform allerdings neben operativen und strategischen Fehlentscheidungen als Ursache der ABB-Krise angesehen. ABB war so stark gewachsen, dass der in einer Matrixorganisation erforderliche Koordinierungsaufwand nicht mehr zu bewältigen war. Nach Meinungsverschiedenheiten über die weitere Entwicklung von ABB schied Barnevik 2002 aus dem Unternehmen aus und erhielt in diesem Zusammenhang eine steuerbegünstigte Zahlung in sein Pensionsguthaben von 148 Mio. Franken, was in der Öffentlichkeit stark kritisiert wurde. Schließlich zahlte er 89 Mio. Franken zurück.
Später betätigte er sich in der Hilfsorganisation „Hand in Hand“, die Mikrokredite in Entwicklungsländern vergibt.

## Mitgliedschaften
- Mitglied des Business Council und des International Investment Council, welche die südafrikanische Regierung beraten
- Mitglied des Beirates des Centre for European Reform, UK
- Mitglied des Beirates der Wharton School of Business Administration
- Mitglied des Beirates der Humboldt-Universität in Berlin
- Mitglied der Königlich Schwedischen Akademie der Ingenieurwissenschaften (1982)[8]
- Mitglied des Direktoriums und Berater beim Grassroots Business Fund
- Mitglied des Beirates der Finnischen Akademie der Technikwissenschaften
- Ausländisches Ehrenmitglied der American Academy of Arts and Sciences (1999)[9]
- Ehrenmitglied der Royal Academy of Engineering, UK
- Vorsitzender des Hand in Hand International